# Ổ đỡ trục

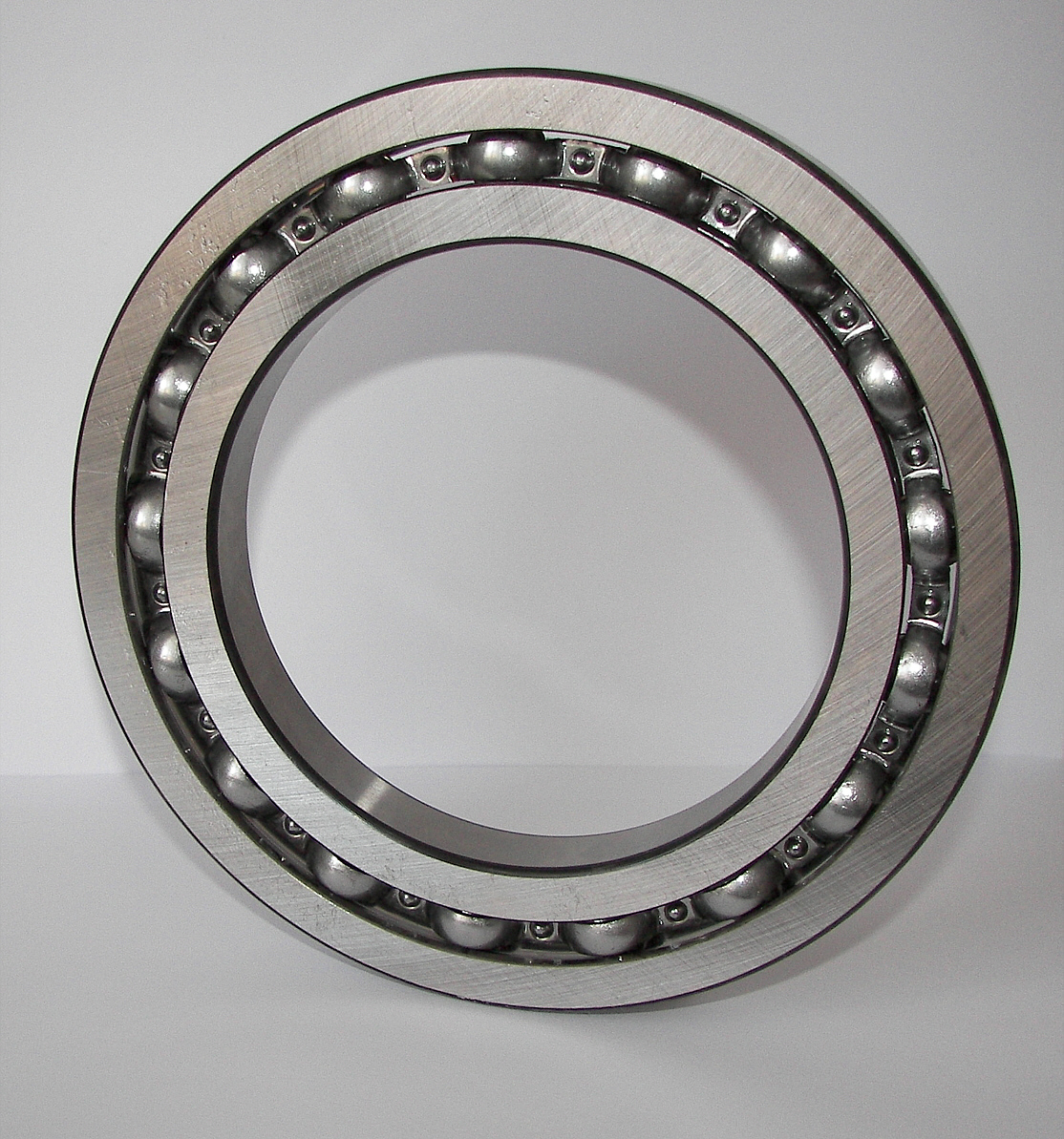
Ổ trục vòng bi

Ổ đỡ trục hay gọi tắt là ổ đỡ hay ổ trục (tiếng Anh: bearing) là một cơ cấu cơ khí. Nó có 2 dạng chính là ổ lăn (vòng bi) và ổ trượt.
Thiết kế của ổ đỡ có thể, ví dụ, cung cấp cho các chuyển động tuyến tính tự do của phần di chuyển hoặc quay tự do xung quanh một trục cố định; Hoặc, nó có thể ngăn chặn một chuyển động bằng cách kiểm soát các vectơ của lực lượng bình thường chịu trên các bộ phận chuyển động. Hầu hết các vòng bi tạo thuận lợi cho chuyển động mong muốn bằng cách giảm thiểu ma sát. Vòng bi được phân loại rộng theo loại hoạt động, các chuyển động được cho phép, hoặc theo hướng tải (lực) áp dụng cho các bộ phận.
Các vòng bi quay giữ các bộ phận quay như trục hoặc ổ trục trong hệ thống cơ, và truyền tải trục và xuyên tâm từ nguồn của tải đến cấu trúc hỗ trợ nó. Hình dạng đơn giản nhất của ổ đỡ, vòng bi đồng bằng, bao gồm một trục xoay trong một lỗ. Ổ trục thường được bôi trơn để giảm ma sát. Trong vòng bi và ổ đỡ con lăn, để tránh ma sát trượt, các yếu tố cán như con lăn hoặc quả bóng có mặt cắt ngang hình tròn nằm giữa các cuộc đua hoặc các tạp chí của bộ phận vòng bi. Có rất nhiều kiểu thiết kế ổ đỡ để đáp ứng nhu cầu của ứng dụng cho hiệu quả, độ tin cậy, độ bền và hiệu suất tối đa.